# HD 180902
HD 180902 é uma estrela na constelação de Sagittarius. Com uma magnitude aparente visual de 7,78, não é visível a olho nu. De acordo com dados de paralaxe, do segundo lançamento do catálogo Gaia, está localizada a uma distância de aproximadamente 342 anos-luz (105 parsecs) da Terra. Sua magnitude absoluta visual é de 2,5. Está se aproximando do Sistema Solar com uma velocidade radial de -4,0 km/s, sendo um componente do disco fino da Via Láctea.
HD 180902 é classificada com um tipo espectral de K0III/IV, o que indica que é uma estrela evoluída que já abandonou a sequência principal e está no estágio de subgigante ou gigante. Originalmente uma estrela de classe A da sequência principal, estima-se que a estrela tenha uma massa de 1,5 vezes a massa solar e uma idade de 2,5 bilhões de anos. Com uma luminosidade 12 vezes superior à solar, a estrela expandiu-se para um raio de 3,9 vezes o raio solar e tem uma temperatura efetiva de 4 990 K. Sua metalicidade, a abundância de elementos que não são hidrogênio e hélio, é aproximadamente igual à solar, e sua velocidade de rotação projetada é de 1,4 km/s.
Em 2010, foi publicada a descoberta de um planeta extrassolar análogo a Júpiter orbitando HD 180902, detectado pelo método da velocidade radial a partir de observações da estrela pelo espectrógrafo HIRES, no Observatório Keck. Esse planeta tem uma massa mínima de 1,6 vezes a massa de Júpiter e orbita a estrela a uma distância média de 1,4 UA com um período de 479 dias. Os dados de velocidade radial apresentam também uma significativa tendência linear, indicando a presença de um segundo objeto mais afastado no sistema. Observações infravermelhas de HD 180902 pelo instrumento NIRC2, no Observatório Keck, indicam que esse objeto provavelmente é uma estrela de baixa massa com uma massa entre 0,15 e 0,43 massas solares a uma separação entre 8,6 e 18 UA.
| Planeta | Massa         | Semieixo maior (UA) | Período orbital (dias) | Excentricidade |
| ------- | ------------- | ------------------- | ---------------------- | -------------- |
| b       | >1,6 ± 0,2 MJ | 1,39 ± 0,04         | 479 ± 13               | 0,09 ± 0,11    |